# Robert Antelme
Robert Antelme (Sartène (Corsica), 1917 - Parijs, 26 oktober 1990) was een Frans jurist en schrijver. In de Tweede Wereldoorlog zat hij in het Franse verzet en werd hij gedeporteerd naar Gandersheim. 
In 1939 trouwde hij met Marguerite Duras. Een zoontje dat geboren werd uit deze relatie in 1942 stierf bij de geboorte. In hetzelfde jaar begon Duras een nieuwe relatie, met Dionys Mascolo.

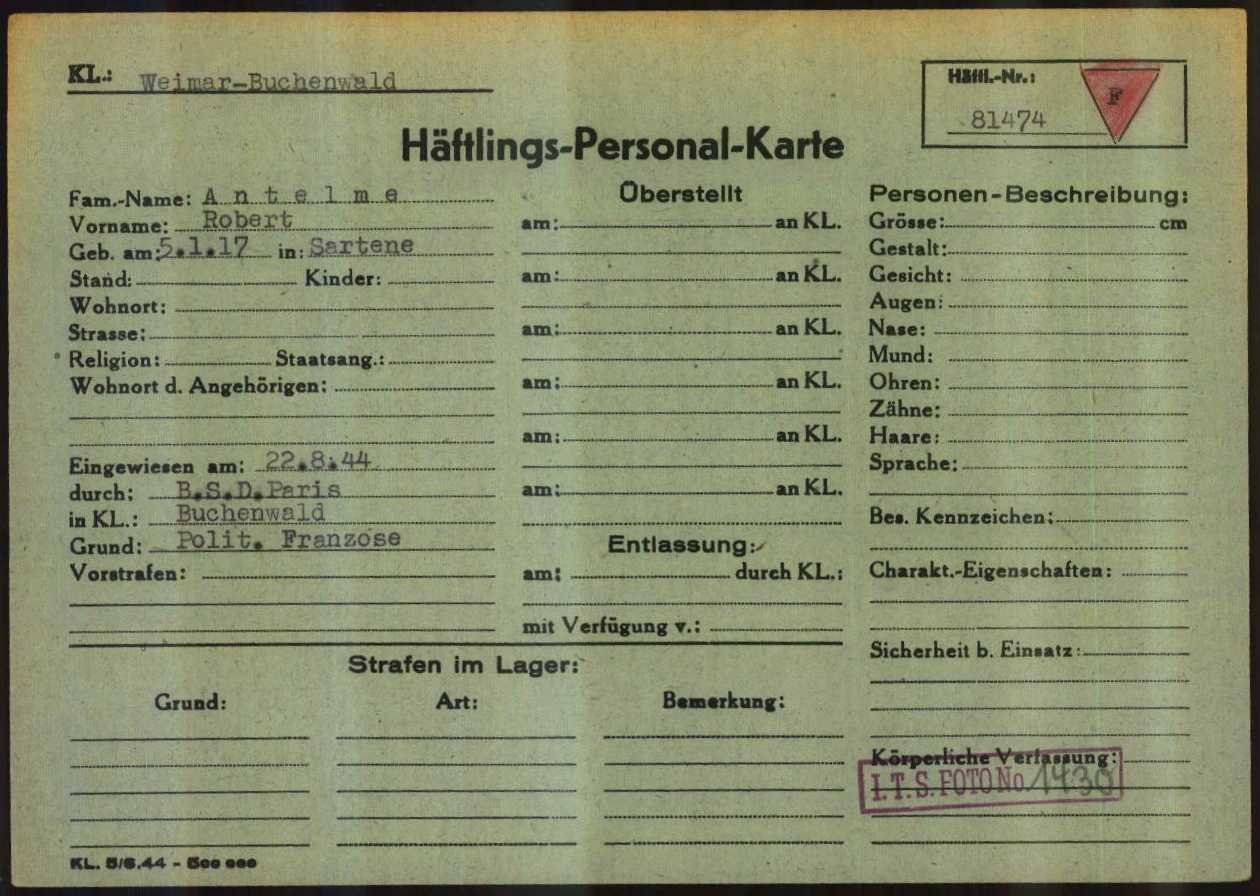
Registratieformulier van Robert Antelme als gevangene in nazi-concentratiekamp Buchenwald

In 1943 ging Antelme in het verzet dat in zijn gebied geleid werd door François Mitterrand. 
Op 1 juli 1944 werd Antelme gearresteerd en gedeporteerd naar Buchenwald. Van daaruit werd hij, samen met zo'n 500 anderen, op transport gesteld naar het werkkamp Gandersheim waar ze werkten voor de Duitse oorlogsindustrie. Aan het eind van de oorlog werd het kamp ontruimd en de gevangenen die konden lopen (de rest werd gefusilleerd), moesten lopend naar Dachau. Gedurende de laatste twaalf dagen vond de tocht plaats in gesloten treinwagons. Na de reis waren nog 120 mensen in leven. Aangekomen in Dachau werden ze na enkele dagen bevrijd. Mei 1945 was Antelme terug in Parijs. Marguerite Duras schreef over deze periode van terugkeer later het boek De Pijn. Antelme en zij scheidden in 1947.
Over zijn ervaringen in het kamp schreef Antelme het boek L'espèce humaine, uitgegeven in 1947. In 2001 verscheen de Nederlandse vertaling onder de titel De menselijke soort (ISBN 90 5875 007 8). Het boek geldt als een van de autobiografische standaardwerken over de massavernietiging in de Tweede Wereldoorlog, samen met Primo Levi's Se questo è un uomo (Is dit een mens) uit 1957.
In 1960 was Antelme, samen met 120 andere intellectuelen, academici en kunstenaars, een van de ondertekenaars van het 'Manifeste de 121' dat opriep om dienst te weigeren tegen de oorlog in Algerije. Het manifest verscheen in het tijdschrift Vérité-Liberté. 